# Judy Garland - O Fim do Arco-Íris (musical)
Judy Garland | O Fim do Arco-Íris é uma adaptação do drama musical de Peter Quilter, que incide sobre a vida de Judy Garland nos meses que antecederam a sua morte, em 1969. Esta versão do musical de Peter Quilter estreou no Teatro Politeama com encenação de Filipe La Féria. O Fim do Arco-Íris atingiu mais de 25 mil espectadores em menos de 2 meses.

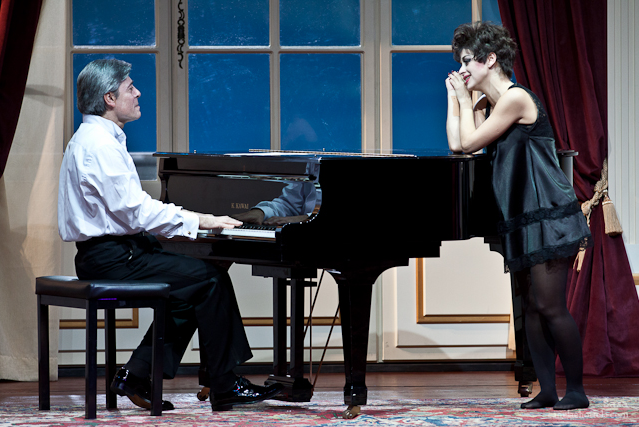
Vanessa e Carlos Quintas na cena em que Judy interpreta o tema "Smile" para Anthony.

## Resumo
Judy Garland está em vésperas de regressar aos palcos numa série de concertos na Talk of the Town, uma discoteca de quinta categoria da capital inglesa. Judy prepara o seu regresso numa suite do Ritz, o mais luxuoso hotel da cidade, juntamente com o seu novo namorado Mickey Deans onde tenta recuperar a sua lendária fama de um dos maiores talentos da sua geração. O seu amigo e pianista Anthony Chapman (que aqui se apresenta como o alter-ego do autor Peter Quilter) acompanha-a na sua luta contra a dependência de drogas e álcool. Apesar dos seus cinco matrimónios falhados, da queda da sua carreira de sucesso e o afastamento da sua filha Liza Minnelli, Judy é uma mulher com uma personalidade forte.
Judy Garland | O FIM DO ARCO-ÍRIS é um texto dramático, ao mesmo tempo divertido, que foi um dos maiores êxitos da temporada londrina.

## Personagens

### Judy Garland (Vanessa Silva)
Os holofotes incidem claramente sobre a grande estrela da peça: Vanessa, no papel de Judy Garland. Dona de uma poderosa voz, a actriz e cantora impressiona com interpretações tão apaixonantes e dramáticas como as da própria Judy Garland, dotada de um óptimo timing de comédia, Vanessa é reponsável por arrancar gargalhadas avassaladoras ao público, numa poderosa interpretação da diva Judy Garland.

### Anthony Chapman (Carlos Quintas)
Carlos Quintas é o pianista Anthony, um homossexual que ama de verdade Judy e tenta evitar que esta volte a cair no abismo das drogas e do álcool.

### Mickey Deans (Hugo Rendas)
Hugo Rendas interpreta o papel de Mickey Deans, o noivo de Judy obcecado com o dinheiro proveniente das actuações de Judy. Acaba por a levar ao fim do Arco-Íris: a morte.

## Produção

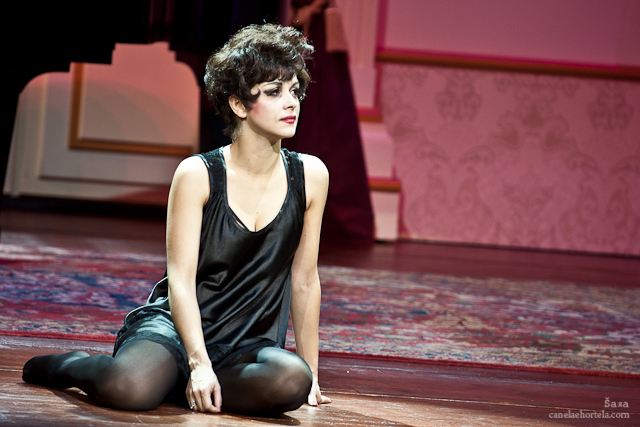
Vanessa na cena em que Judy interpreta o tema "Somewhere Over the Rainbow"

Judy Garland | O FIM DO ARCO-ÍRIS foi premiado como o melhor espectáculo no Festival de Edimburgo. A sua estreia em Londres transformou-se num dos maiores acontecimentos teatrais dos últimos tempos, tendo sido classificado como um dos melhores espectáculos de sempre do teatro musical.
Filipe La Féria apostou numa jovem grande cantora, Vanessa Silva, para o dificílimo papel de Judy Garland que em O FIM DO ARCO-ÍRIS se revela uma actriz por excelêcia numa personagem de intensa exigência, de personalidade profunda e complexa: a de Judy Garland. Ao lado de Vanessa, numa autêntica montanha-russa de emoções, Carlos Quintas e Hugo Rendas interpretam o pianista e o jovem amante de Judy Garland.
Com orquestração do maestro Telmo Lopes, direcção vocal de dale Chappel, tradução de Felipa Mourato, coreografia de Inna Lisnyak e direcção de figurinos de Laurinda Farmhouse. Judy Garland | O FIM DO ARCO-ÍRIS surpreende pela força e humanidade de um texto com uma acutilante dimensão e actualidade e pelo desempenho de três extraordinários actores.
Judy Garland | O Fim do arco-íris que estreou em Portugal antes de estrear na Broadway em Nova Iorque, atingiu mais de 25 mil espectadores em menos de 2 meses, demonstrando ser mais um dos sucessos de Filipe La Féria. No final da ante-estreia do espetáculo La Féria terminou o seu discurso da seguinte forma: “Viva o Teatro! Viva Portugal! E Viva a Vanessa!”

## Números Musicais
1. "I Can't Give You Anything But Love" / "Just In Time" (Medley)
2. "I Could Go On Singing"
3. "Smile"
4. ""The Bells Are Ringing for Me and My Girl" / "You Made Me Love You" / "The Trolley Song"" (Medley)
5. "Zing! Went the Strings of My Heart"
6. "The Man That Got Away"
7. "Come Rain or Come Shine"
8. "When You're Smiling"
9. "Somewhere Over the Rainbow"
10. "San Francisco"
11. "Chicago"
12 "Swanee"
13. "When the Sun Comes Out"
14. "Get Happy" / "By Myself" (Medley)
15. "Somewhere Over the Rainbow"

## Recepção crítica
O espectáculo foi brindado por diversas vezes com "Bravo!" e contou com plateias de pé em ovação triunfal a mais esta fantástica produção do encenador, desde a sua estreia no passado mês de Janeiro (de 2011). Tem vindo inclusive a receber críticas muito positivas na comunicação social, tais como:
- | “ | Adorei este espetáculo. Já tinha a ideia da história, mas não desta forma, tão bem cantada e representada. A Vanessa tem uma voz linda e além disso, estava a representar a cem por cento. O fim foi maravilhoso e ela até chorou de emoção. | ” |
|   | — Bibá Pitta. |   |

- | “ | A grande estrela da noite é sem sobra de dúvida, Vanessa, no papel de Judy Garland. Dona de uma voz poderosa, Vanessa impressiona com interpretações tão boas como as da própria Judy Garland. Mas com se isso não chegasse, é ainda uma excelente actriz com um óptimo comedic-timing. Vanessa é a grande responsável por arrancar gargalhadas avassaladoras ao público. | ” |
|   | — David Baptista da Silva. |   |

- | “ | A Vanessa é magistral neste espetáculo. Ela é maravilhosa enquanto cantora e, enquanto atriz, é uma grande revelação. Esta é das melhores interpretações do Carlos Quintas, o Hugo Rendas também está muito bem, mas a Vanessa é este espetáculo. Ela é a grande surpresa. | ” |
|   | — João Baião. |   |